# Nalwanga Corona
La Nalwanga Corona è una struttura geologica della superficie di Venere.